# Henham, Suffolk
Henham var en civil parish i distriktet East Suffolk i grevskapet Suffolk i England. Parish är belägen 17 km från Lowestoft. År 1987 blev den en del av den då nybildade Wangford with Henham. Parish hade 90 invånare år 1961. Byn nämndes i Domedagsboken (Domesday Book) år 1086, och kallades då Henham.